# Dave Arneson
Dave Arneson (1. oktober 1947 - 7. april 2009) var en amerikansk spildesigner, der skabte Dungeons and Dragons sammen med Gary Gygax i 1970'erne, under Gygax' firma Tactical Studies Rules (TSR). I senere år sagsøgte Arneson TSR for at få del i ophavsretten til de nyere versioner af D&D.

## Spil og karriere
Arneson skabte spillet og fantasiverdenen Blackmoor i 1970, og det siges at være inspirationen til udviklingen af Dungeons & Dragons spillet. I årenes løb har han forfattet flere regelbøger og eventyr til Dungeons & Dragons under TSR, og også til andre bordrollespil for andre firmaer. Han startede også sit eget spilfirma Adventure Games i de tidlige 1980'ere og her udgav han blandt andet sit eget rollespil "Adventures in Fantasy" som han havde udviklet og skrevet siden 1978 med Richard Snider, en anden amerikansk spildesigner. Fra 1990'erne til 2008 underviste han i spildesign ved Full Sail University i Winter Park, en forstad til Orlando, Florida. Full Sail University er en privat skole for multimedier.

### Blackmoor
Arnesons fantasiunivers Blackmoor blev brugt til i alt fire D&D rollespilsscenarier for TSR, nemlig DA-serien bestående af "Adventures in Blackmoor" (DA1, 1986), "Temple of the Frog" (DA2, 1986), "City of the Gods" (DA3, 1987) og "The Duchy of Ten" (DA4, 1987). Arneson var kun medforfatter på de tre første. I 00'erne udarbejdede Arneson og spilfirmaet Zeitgeist, som han havde været med til at starte op og arbejdede for, en opdateret og udvidet version af hans gamle rollespil Blackmoor. I 2004 blev spillet "Dave Arneson's Blackmoor" så udgivet af Goodman Games. Det opdaterede Blackmoor er et rollespil indenfor d20 genren. Zeitgeist Games har siden da udgivet en hel del spilmateriale til det nye d20 Blackmoor, både flere regelbøger og eventyrscenarier. I 2009 udkom det sidste materiale til Blackmoor, nemlig "Dave Arneson's Blackmoor: The First Campaign (4E)", en ny version af spillet som er kompatibel med D&D 4e.